# Asparagus bucharicus
Asparagus bucharicus är en sparrisväxtart som beskrevs av Modest Mikhaĭlovich Iljin. Asparagus bucharicus ingår i släktet sparrisar, och familjen sparrisväxter. Inga underarter finns listade i Catalogue of Life.